# Foro de las Islas del Pacífico
El Foro de las Islas del Pacífico, comúnmente abreviado PIF (Pacific Islands Forum), es la principal organización panregional de concertación política y económica de Oceanía. Nació en el año 1971 con el nombre de Foro del Pacífico Sur y en 2000 tomó su nombre actual. Está compuesto por los catorce estados independientes y dos dependencias del continente más dos países observadores que se encuentran en proceso de descolonización.

## Países miembros
Al foro lo conforman diez países independientes, dos estados asociados libremente con Nueva Zelanda (Niue y las Islas Cook) y dos colectividades francesas (Nueva Caledonia y Polinesia Francesa).
- Australia
- Fiyi[3]
- Islas Cook
- Islas Salomón
- Niue
- Nueva Caledonia
- Nueva Zelanda
- Papúa Nueva Guinea
- Polinesia Francesa
- Samoa
- Timor Oriental
- Tonga
- Tuvalu
- Vanuatu

## Países observadores
La PIF solo acepta como países observadores a aquellos estados que se encuentran en proceso de descolonización.
- Guam
- Islas Marianas del Norte
- Samoa Americana
- Wallis y Futuna

## Dialogue Partners/Socios de Diálogo
La PIF creó la figura de los "dialogue partners"/"socios de diálogo", los cuales son países que colaboran por el bien común del continente oceánico, ellos son: Canadá, China, España, la Unión Europea, Francia, Gran Bretaña, Japón, Corea del Sur, Malasia, Filipinas, Estados Unidos, Tailandia, y recientemente Chile (desde el 22.12.2021).

## Objetivos

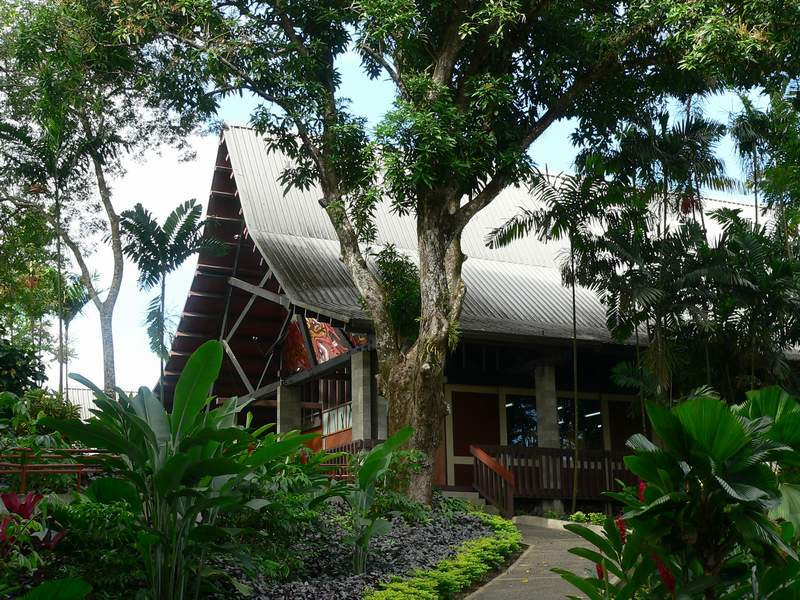
Oficina del secretariado del Foro en Suva, Fiyi.

La misión del Foro es implementar las decisiones de los líderes para el bien del Pacífico. También estimular la economía, la política y la seguridad de la región, dando ayuda política si fuese necesario y reforzar la cooperación e integración regional.
Fomenta consultas de cooperación en Áreas de:
- Comercio
- Desarrollo Económico
- Cuestiones Relacionadas con el Transporte, Telecomunicaciones, energía, pesca.
- Protección del Medio Ambiente.